# العبودية في البرتغال

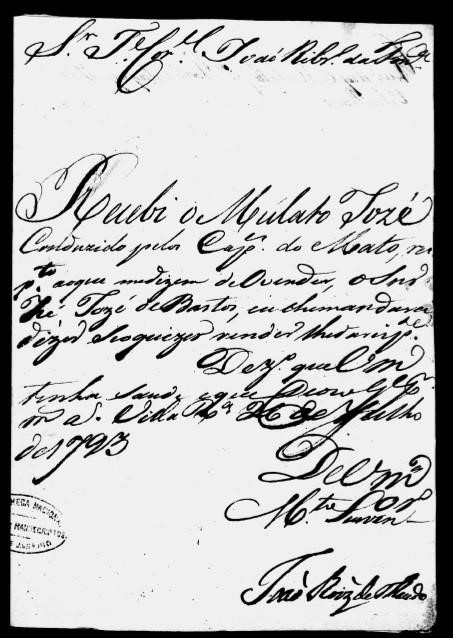
رسالة إلى جواو ريبيرو دا فونسيكا تطلب منه استعادة عبد هارب، أسره قبطان.

ظهرت العبودية في البرتغال منذ ما قبل تشكيل البلاد. استُعبد سكان الأراضي البرتغالية الحالية في كثير من الأحيان واستُعبد آخرون خلال فترة ما قبل الاستقلال. بعد الاستقلال أثناء وجود مملكة البرتغال، لعبت البلاد دورًا قياديًا في تجارة الرقيق عبر المحيط الأطلسي والذي شمل التجارة الجماعية ونقل العبيد من أفريقيا وأجزاء أخرى من العالم إلى القارة الأمريكية. ألغى ماركيز دي بومبال العبودية في البرتغال في عام 1761. تحول تجار الرقيق البرتغاليون بعد إلغاء العبودية في البرتغال، إلى زبائن في بلدان أخرى لم تُلغَ العبودية فيها، مثل: الولايات المتحدة.

## التاريخ

### العصر القديم
كانت العبودية نظامًا اقتصاديًا واجتماعيًا كبيرًا في أوروبا أثناء العصر الكلاسيكي، اشتهر الإغريق والرومان القدماء بالكثير من الصفقات العظيمة فيما يتعلق بهذا الموضوع. ضمت روما البرتغال إلى إمبراطوريتها (في القرن الثاني قبل الميلاد)، وكانت البرتغال تُدعى باسم مقاطعة لوسيتانيا في ذلك الوقت، اشتُق اسم المملكة المستقبلية من »بورتوكالي«، وهي مستوطنة رومانية استمرت بعد انتهاء العصر الروماني، تقع عند مصب نهر دورو. تفاصيل العبودية في البرتغال الرومانية ليست معروفة. ومع ذلك، كانت هناك عدة أشكال من العبودية، بما في ذلك عمال المناجم المستعبدون وخدم المنازل.

### الممالك القوطية الغربية والسويبية
سيطر القوط الغربيون والسويبيون (القبائل الألمانية) في القرن الخامس الميلادي على شبه جزيرة أيبيريا مع سقوط الإمبراطورية الرومانية. لم تكن البرتغال في ذلك الوقت موجودة كمملكة منفصلة، ولكنها كانت جزءًا من المملكة القوطية الغربية الأيبيرية في المقام الأول (عاشت الطبقة القوطية الغربية الحاكمة بعيدًا عن السكان المحليين وفرضت ضرائب مرتفعة عليهم). ومع ذلك، حدث التحول التدريجي إلى النظام الإقطاعي والرق خلال هذه الفترة في جميع أنحاء أوروبا.

### أيبيريا الإسلامية
وقعت أراضي كلٍ من البرتغال وإسبانيا الحديثة تحت السيطرة الإسلامية، وذلك بعد الغزو الأموي لهسبانيا في القرن الثامن، والذي عبر فيه الموريون الموجودين في شمال أفريقيا مضيق جبل طارق وهزموا حكام القوط الغربيين في أيبيريا. يختلف شكل العبودية والرق في شبه جزيرة أيبيريا عن بقية أوروبا الغربية بسبب الفتح الإسلامي. أسسوا الممالك المورية في أيبيريا، بما في ذلك المنطقة التي تشغلها البرتغال الحديثة. استمرت العبودية على الطراز الكلاسيكي لفترة زمنية أطول في جنوب أوروبا بالمقارنة مع الشمال، أدت التجارة بين أوروبا المسيحية عبر البحر المتوسط مع شمال أفريقيا الإسلامي إلى ظهور العبيد السلاف والمسيحيين الأيبيريين في إيطاليا وإسبانيا وجنوب فرنسا والبرتغال؛ في القرن الثامن، غيّر الفتح الإسلامي هذا الشكل في البرتغال وإسبانيا.
أدت العلاقات التجارية بين الممالك المورية والدولة المورية في شمال أفريقيا إلى زيادة تدفق التجارة داخل تلك المناطق الجغرافية. بالإضافة إلى ذلك، ألزم الموريون فرقًا من المسيحيين الإسبان والبرتغاليين بأعمال استعبادية. لم يكن هناك سلوك »عرقي« للعبودية في أيبيريا. استخدم الموريون العبيد الأوروبيين العرقيين: كان 1/12 من السكان الأيبيريين من العبيد الأوروبيين، وأقل من 1% من المور وأكثر من 99% من الإيبيريين المحليين في أيبيريا. أُرسلت حملات إغارة عربية ومورية دورية من أيبيريا الإسلامية لتخريب الممالك المسيحية الأيبيرية المتبقية، واستعادة البضائع والعبيد المسروقين. على سبيل المثال، اعتقل الخليفة الموحد يعقوب المنصور 3,000 امرأة وطفل كأسرى حرب، في غارة ضد لشبونة في عام 1189، بينما اعتقل حاكم قرطبة 3,000 عبد مسيحي في هجوم لاحق على شلب في عام 1191. إضافة إلى ذلك، خضع المسيحيون الأيبيريون الذين عاشوا داخل الأراضي العربية والمورية لقوانين وضرائب خاصة لحماية الدولة.

### حروب الاسترداد
استعبد البرتغاليون المسلمين الموريين الذين غيروا دينهم إلى المسيحية والمعروفين باسم الموريسكيين أثناء فترة سقوط الأندلس؛ كان 9.3% من العبيد في جنوب البرتغال موريين واستعبد الكثير من الموريين في البرتغال في القرن السادس عشر. عُومل العبيد الآخرون بشكل أفضل من الموريسكيين وذلك طبقًا للوثائق التاريخية، وكانت نسبة العبيد أقل من 1% من السكان.
فاقت أعداد العبيد الموريين أعداد العبيد السلاف من حيث الأهمية والعدد في البرتغال، وذلك بعد سقوط الأندلس.

### العبودية في ماكاو وساحل الصين
حاول البرتغاليون إنشاء موانئ تجارية ومستوطنات على طول ساحل الصين، بدايةً من القرن السادس عشر. دمر الصينيون المحاولات المبكرة لإنشاء هذه القواعد، مثل تلك الموجودة في نينغبو وتشوانتشو، عقب الغارات العنيفة التي شنها مستوطنو الموانئ المجاورة، والتي شملت السلب والنهب والاستعباد في بعض الأحيان. وصلت الشكاوى الناتجة عن ذلك إلى حاكم المقاطعة الذي أمر بتدمير المستوطنة وتصفية سكانها. تقدمت قوة من الجيش الصيني يبلغ عددها 60,000 جندي إلى المجتمع في عام 1545، وذُبح 800 برتغالي من السكان البرتغاليين البالغ عددهم 1,200، ودُمرت 25 سفينة و42 سفينة شراعية.
عاش حوالي 5,000 عبد في هذه الأراضي حتى منتصف القرن السابع عشر، خلال فترة الانتداب البرتغالي المبكر لماكاو، بالإضافة إلى 2,000 برتغالي وعدد متزايد من الصينيين، والذي وصل إلى 20,000 صيني في عام 1664. انخفض هذا العدد في العقود التالية إلى ما بين 1,000 و2,000. كان معظم العبيد من أصل أفريقي. كان زواج النساء الصينيات من البرتغاليين نادرًا، معظمهن من غوا وسنهاليون (تُعرف اليوم باسم سريلانكا) والهند الصينية والملايو (من ملقا)، وكانت النساء اليابانيات زوجات الرجال البرتغاليين في ماكاو. استخدم الرجال البرتغاليون النساء الرقيق من أصل هندي وإندونيسي وماليزي وياباني كشركاء. اشترى الرجال البرتغاليون الفتيات اليابانيات في اليابان. استقبلت ماكاو منذ عام 1555 فصاعدًا نساء الرقيق من أصل تيموري وكذلك النساء من أصل أفريقي، ومن ملقا والهند. سمحت بومبال لماكاو باستقبال تدفق النساء التيموريات. استقبلت ماكاو تدفقًا من الرقيق الأفارقة والرقيق اليابانيين وكذلك الرقيق الكوريين المسيحيين الذين اشتراهم البرتغاليون من اليابانيين بعد وقوعهم في الأسر خلال الغزوات اليابانية لكوريا (من عام 1592 إلى عام 1898) في عصر هيديوشي.
هاجم الهولنديون ماكاو في معركة ماكاو في 24 يونيو عام 1622، متوقعين تحول المنطقة إلى الملكية الهولندية، بقوة غزو يبلغ عددها 800 جندي تحت قيادة الكابتن كورنيليس رييرسون. صد عدد قليل نسبيًا من المدافعين الهجوم الهولندي، الذي لم يتكرر. كانت أغلبية المدافعين من الرقيق الأفارقة، مع دعم بضع عشرات فقط من الجنود والكهنة البرتغاليين، ممثلين معظم الضحايا في المعركة. قال الحاكم الهولندي يان كوين عن رقيق ماكاو بعد الهزيمة: »هم الذين هُزموا وطردوا شعبنا من هناك«. لاحظ القنصل البريطاني خلال عصر أسرة تشينغ الحاكمة في القرن التاسع عشر استمرار بعض البرتغاليين في شراء أطفال تتراوح أعمارهم بين خمس وثماني سنوات.
أضاف الإمبراطور جياكينغ في عام 1814 فقرة إلى قسم القوانين الأساسية للصين بعنوان »السحرة والعرافون وجميع الخرافات المحظورة«، عُدلت لاحقًا في عام 1821 ونشرها الإمبراطور دوغوانغ في عام 1826، والتي حكمت على الأوروبيين، أي البرتغاليين المسيحيين في حالة عدم عودتهم إلى اعتناق دينهم، بإرسالهم إلى المدن المسلمة في شينجيانغ كرقيق للقادة المسلمين.

### الحظر
ارتفعت الأصوات المستنكرة لتجارة الرقيق في وقت مبكر للغاية أثناء فترة تجارة الرقيق في المحيط الأطلسي. كان من بينها غاسبار دا كروز (1550 - 1575)، راهب دومينيكي رفض أي حجج من قبل تجار الرقيق والتي تشير إلى شرائهم أطفالًا مستعبدين بالفعل »من الناحية القانونية«، كانت هذه الإدانة من بين الإدانات الأولى للرق في أوروبا خلال هذه الفترة.